# Télérama
Télérama es un semanario cultural francés. Fue fundado en 1947 por Georges Montaron, y pertenece al grupo editorial Le Monde desde 2003. Su día de publicación es el miércoles. En su origen se trata de una revista católica de izquierdas pero a partir de 2003 se considera como de izquierda humanista. Su nombre proviene de la contracción de las sílabas télévision, radio, cinéma.